# Andy Mientus
Andrew Michael Mientus (Pittsburgh, Pennsylvania, 1986. november 10. –) amerikai színész, énekes, író.
Legfontosabb szerepei a Broadwayen a Tavaszébredés, Nyomorultak és a Wicked. Ismertebb tévés szerepei közé tartozik a Smash és a Flash – A Villám.

## Élete
Pitsburghben, Pennsylvaniaban született Jean Marie és Robert J. Mientus fiaként. Rendelkezik lengyel, ír és olasz ősökkel is. Mielőtt karrierje elkezdődött volna, nagy rajongója volt a Tavaszébredés című musicalnek. Miután látta a darabot, létrehozott egy Facebook csoportot eredetileg a barátainak. Ám ez később a Tavaszébredés hivatalos Facebook oldalává vált. Később ugyanaz a producer, aki ezt felajánlotta neki, hívta el a Tavaszébredés turnéjában szerepelni. A szerepért otthagyta a University of Michigant és később se tért vissza.
Mientus nyíltan biszexuális. 2016. augusztus 18-án házasodott össze Michael Ardennel Angliában. Ő és Arden 2006. október 26-án találkoztak először a The Times They Are-a-Changin' című darab Broadway bemutatóján, amiben Arden játszott. 2010. november 14-e óta vannak együtt. 2014. június 23-án ugyanazon a napon tervezték megkérni egymás kezét. (Andy nyert.)
Van egy kutyájuk is, Hudson.

## Karrier

### Színház
2010-2011-ben Mientus a Tavaszébredés című musical amerikai turnéjában játszotta Hänschen szerepét. 2012-ben a Carrie: The Musical Off-Broadway verziójában szerepelt. A Broadwayon 2014-ben debütált a Nyomorultak című musicalben Marius Pontmercy szerepében. 2015 februárjában a Parade egy estés koncertjében játszott.
A Nyomorultak után játszott a Bent című darabban, majd 2015-2016-ban újra felvette Hänschen szerepét a Tavaszébredés új Deaf West produkciójában, amit az akkor még csak vőlegénye, Michael Arden rendezett. A darab 2016. január 24-én zárt a Broadwayen.
2018 áprilisában és májusában a The Who's Tommy című produkcióban szerepelt, mint a főszereplő.

### Televízió
2013-ban Andy a Smash című musical dráma televíziós sorozatban Kyle Bishop szerepét alakította. A sorozat eltörlése után a színész társaival Jeremy Jordannal és Krysta Rodriguezzel csatlakoztak a Hit List című musicalhez, melyet a Smash második évadához írtak. A darabnak három előadása volt december 8-9.
2014-ben a Chasing Life című sorozat több epizódjában is szerepelt mint Jackson. Ugyanebben az évben feltűnt a CW Flash – A Villám című sorozatában a Pied Piper (Hartley Rathaway) visszatérő szerepében, miután eredetileg a főszerepre jelentkezett. Ezzel a szerepével Mientus lett az első, aki nyíltan meleg szupergonoszt játszott.
2017-ben feltűnt a Gone című sorozatban.

### Írásai
Mientus dolgozott egy saját musicalen is, melynek dalai először a Feinstein's/54 Below-ban hangzottak el 2016 augusztusában. A musical, amit Jenny Koons rendezett és Sam Pinkleton koreografált, hivatalos premiere 2017. augusztus 18-án volt.
2018. március 9-én az Amulet Books bejelentette, hogy Mientus saját könyvsorozatot ír The Backstagers címen, ami egy ugyanezen a címen futó képregénysorozaton alapul. Az első könyv, The Backstagers and the Ghost Light 2018 szeptember 24-én jelent meg.

## Színház
| Év      | Cím                                              | Szerep                       |
| ------- | ------------------------------------------------ | ---------------------------- |
| 2008-10 | Spring Awakening (Tavaszébredés)                 | Hänschen Rilow               |
| 2010    | Shine!                                           | Richard Hunter               |
| 2010-11 | Academy                                          | Condrad                      |
| 2011    | Rent (Bohém élet)                                | Mark Cohen                   |
| 2011    | Crazy, Just Like Me                              | Simon                        |
| 2012    | Carrie                                           | Stokes                       |
| 2014-15 | Les Misérables (Nyomorultak)                     | Marius Pontmercy             |
| 2015    | Parade                                           | Britt Craig                  |
| 2015    | Bent                                             | Rudy                         |
| 2015    | Gross Indecency: The Three Trials of Oscar Wilde | Sidney Mavor, William Parker |
| 2015-16 | Spring Awakening (Tavaszébredés)                 | Hänschen Rilow               |
| 2016    | Ragtime                                          | Younger Brother              |
| 2016-17 | Wicked                                           | Boq                          |
| 2018    | The Who's Tommy                                  | Tommy                        |
| 2019    | The View UpStairs                                | Patrick                      |

## Sorozatok
| Év      | Cím                    | Eredeti cím       | Szerep       | Megjegyzés          |
| ------- | ---------------------- | ----------------- | ------------ | ------------------- |
| 2013    |                        | It Could Be Worse | Andy         | 1 epizód            |
| 2013    | Kasszasiker            | Smash             | Kyle Bishop  | főszerep, 14 epizód |
| 2013    |                        | Anger Management  | Andy         | 2 epizód            |
| 2014    |                        | Chasing Life      | Jackson      | 4 epizód            |
| 2015-   | Flash – A Villám       | The Flash         | Pied Piper   | 5 epizód            |
| 2017-18 | Gone-Eltűntek nyomában | Gone              | James Finley | főszerep, 12 rész   |
| 2019    | A szív húrjai          | Heartstrings      | Tyler        | 1 epizód            |

## Fordítás
- Ez a szócikk részben vagy egészben  az   Andy Mientus című angol Wikipédia-szócikk ezen változatának fordításán alapul.  Az eredeti cikk szerkesztőit annak laptörténete sorolja fel. Ez a jelzés csupán a megfogalmazás eredetét és a szerzői jogokat jelzi, nem szolgál a cikkben szereplő információk forrásmegjelöléseként.